# Den Kongelige Veterinær- og Landbohøjskoles Idrætsforening
Den Kongelige Veterinær- og Landbohøjskoles Idrætsforening (V.L.I.) er en idrætsforening hjemmehørende på Frederiksberg, som blev dannet i 1929.
Ved stiftelsen tilbød klubben kun fodbold, atletik og boksning til de studerende på Den Kongelige Veterinær- og Landbohøjskole (KVL), men består nu af afdelinger for sportsgrenene badminton, basketball, dans, fodbold, håndbold, svømning samt volleyball og er desuden åben for ikke-studerende. VLIs medlemstal er (pr. 2006) på cirka 400 medlemmer, og klubben benytter haller og anlæg, der hører under Frederiksberg Idræts Union og Frederiksberg Kommune.
Fodboldafdelingens bedrifter i Danmarksturneringen
De sportslige resultater i fodbold for klubbens førstehold i Danmarksturneringen igennem årene:
2008 (sommer): nr. 4 i Københavnsserien
2007: nr. 7 i Københavnsserien
2006: nr. 2 i Serie 1, pulje 2 (KBU), og dermed oprykning til Københavnsserien
2005: nr. 11 i Københavnsserien og dermed nedrykning til serie 1, pulje 2 (KBU) 
2004: nr. 5 i Københavnsserien
2003: nr. 4 i Københavnsserien

## Ekstern henvisning
- VLIs hjemmeside Arkiveret 2. juni 2007 hos  Wayback Machine
- VLI Fodbolds hjemmeside Arkiveret 12. marts 2013 hos  Wayback Machine
- VLI Volleys hjemmeside Arkiveret 10. oktober 2016 hos  Wayback Machine